# Adonías

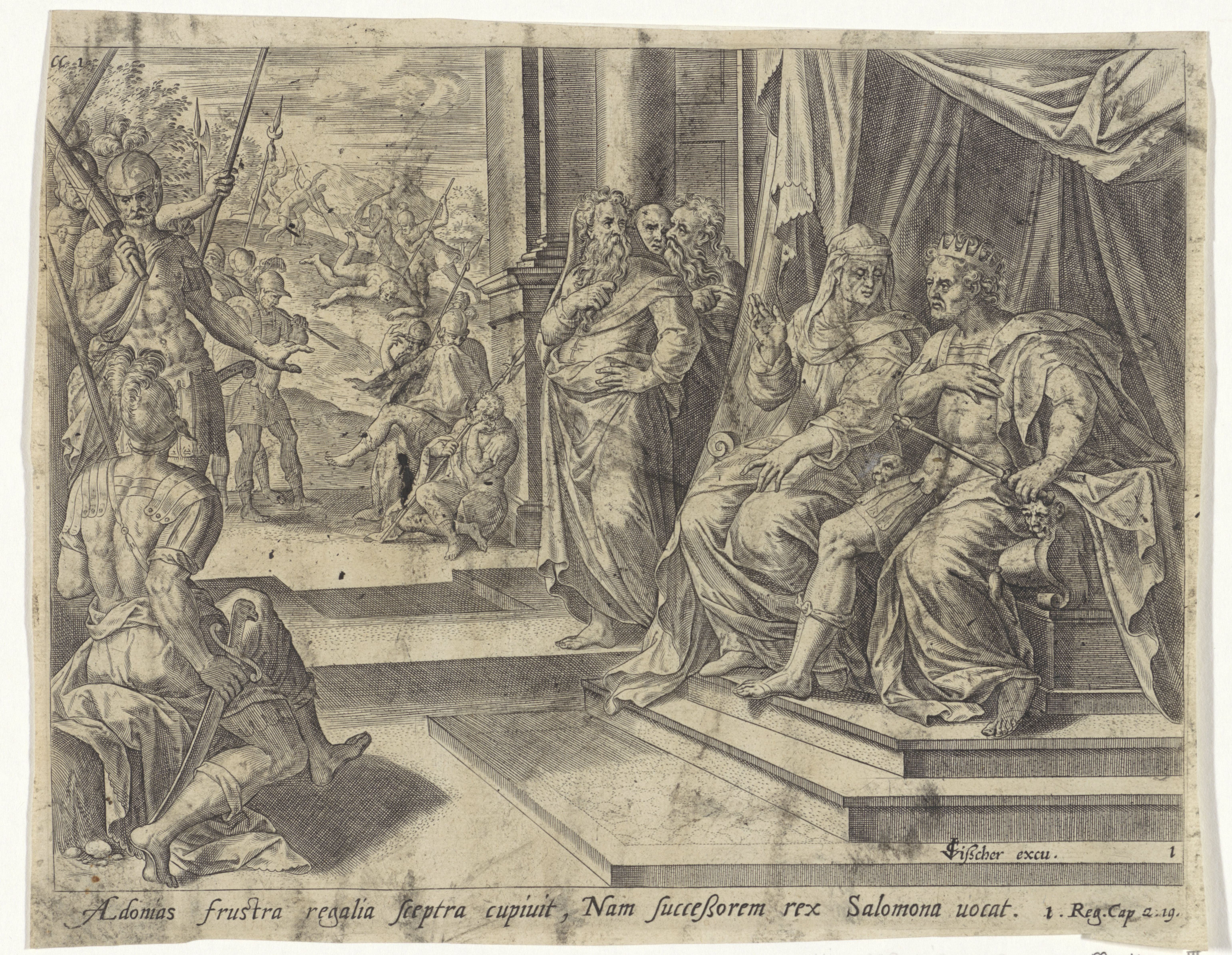
Betsabé somete la petición de Adonías a Salomón

Adonías es, según la Biblia, el cuarto de los hijos de David. Aparece en el segundo de los libros de Samuel (II Samuel 3:4) y en el primer Libro de los reyes (I Reyes 1:5).
Siendo para ese entonces el mayor de los hijos de David, aspiraba al trono apoyado por Joab, hijo de Sarvia, y el sacerdote Abiatar. Sin embargo, es el bando que apoya a Salomón quien se impone. Salomón, ya rey, eliminó a Adonías, usando a la doncella Abisag como excusa, para evitar conspiraciones.